# La Longueville
La Longueville ist eine französische Gemeinde mit 2061 Einwohnern (Stand: 1. Januar 2022) im Département Nord in der Region Hauts-de-France. Sie gehört zum Arrondissement Avesnes-sur-Helpe und zum Kanton Aulnoye-Aymeries. Die Einwohner heißen Longuevillois.

## Geographie
Die Gemeinde La Longueville ist Teil des Regionalen Naturparks Avesnois und reicht bis zur belgischen Grenze. Sie liegt am Oberlauf des Flusses Hogneau, acht Kilometer westlich von Maubeuge. Umgeben wird La Longueville von den Nachbargemeinden Taisnières-sur-Hon im Nordwesten und Norden, Quévy (Belgien) im Norden und Nordwesten, Gognies-Chaussée im Nordosten, Feignies im Osten, Vieux-Mesnil im Süden und Südosten, Hargnies im Süden, Locquignol im Südwesten, Audignies im Westen und Südwesten sowie Bavay im Westen und Norden.
Durch die Gemeinde führt die Route nationale 49 (teilweise Route départementale 649).

## Bevölkerungsentwicklung
| Jahr                       | 1962 | 1968 | 1975 | 1982 | 1990 | 1999 | 2006 | 2012 | 2020 |
| Einwohner                  | 1742 | 1760 | 1759 | 1844 | 2154 | 2196 | 2221 | 2138 | 2070 |
| Quellen: Cassini und INSEE |      |      |      |      |      |      |      |      |      |

## Sehenswürdigkeiten
- Kirche Sainte-Aldegonde aus dem 16. Jahrhundert, Umbauten bis in das 18. Jahrhundert
- Calvaire
- zahlreiche Gutshöfe mit Taubenschlägen
- Wasserturm

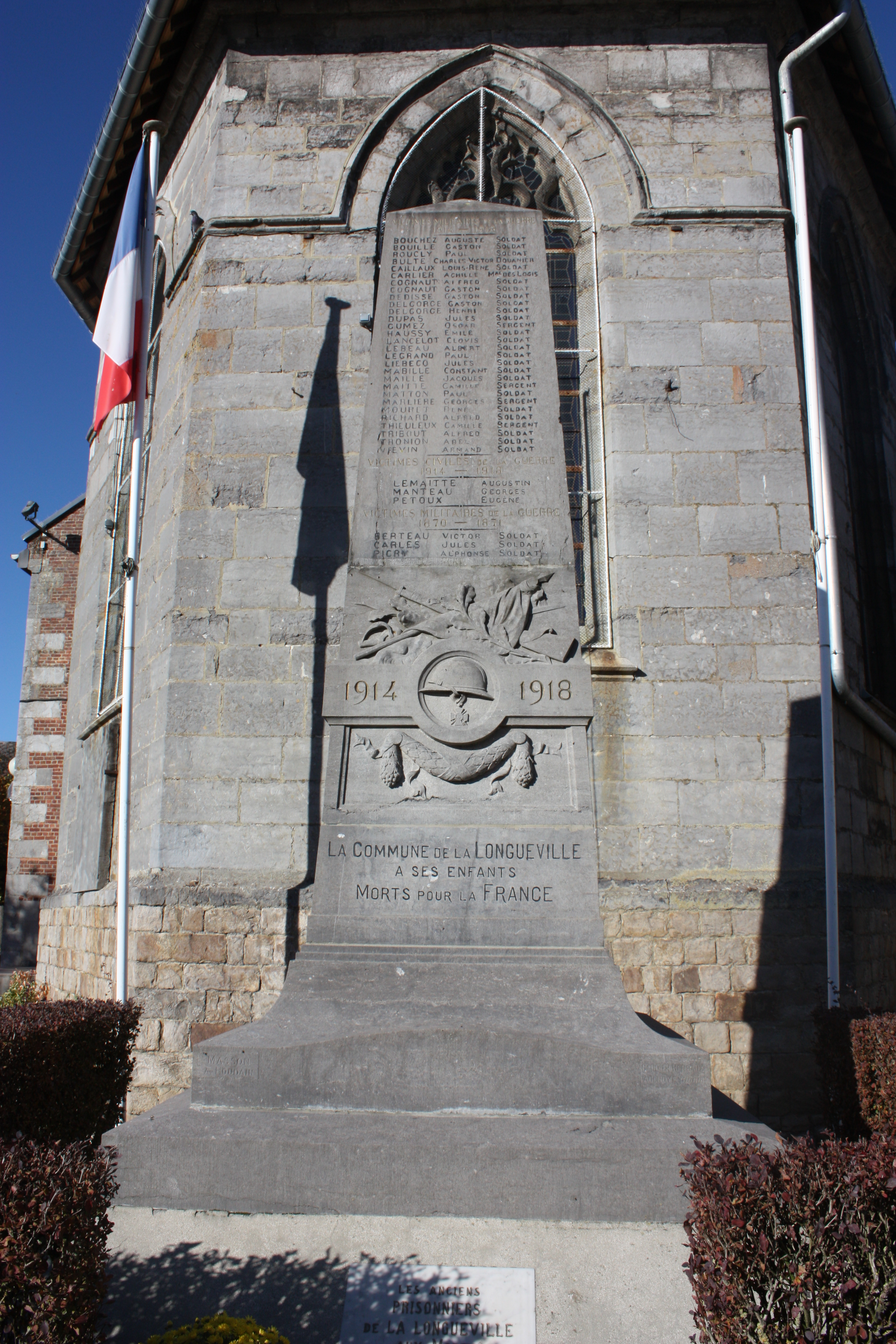
Gefallenendenkmal
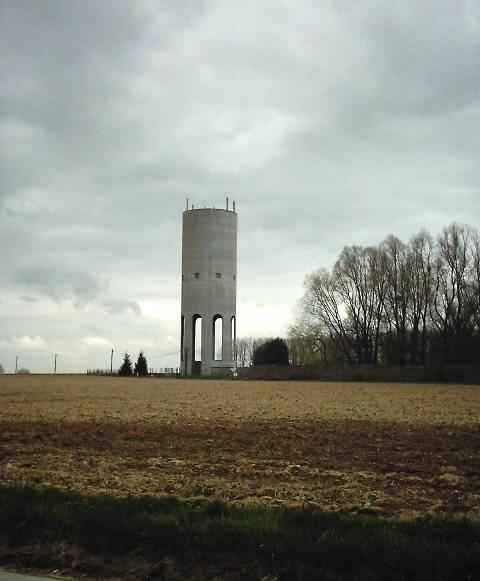
Wasserturm
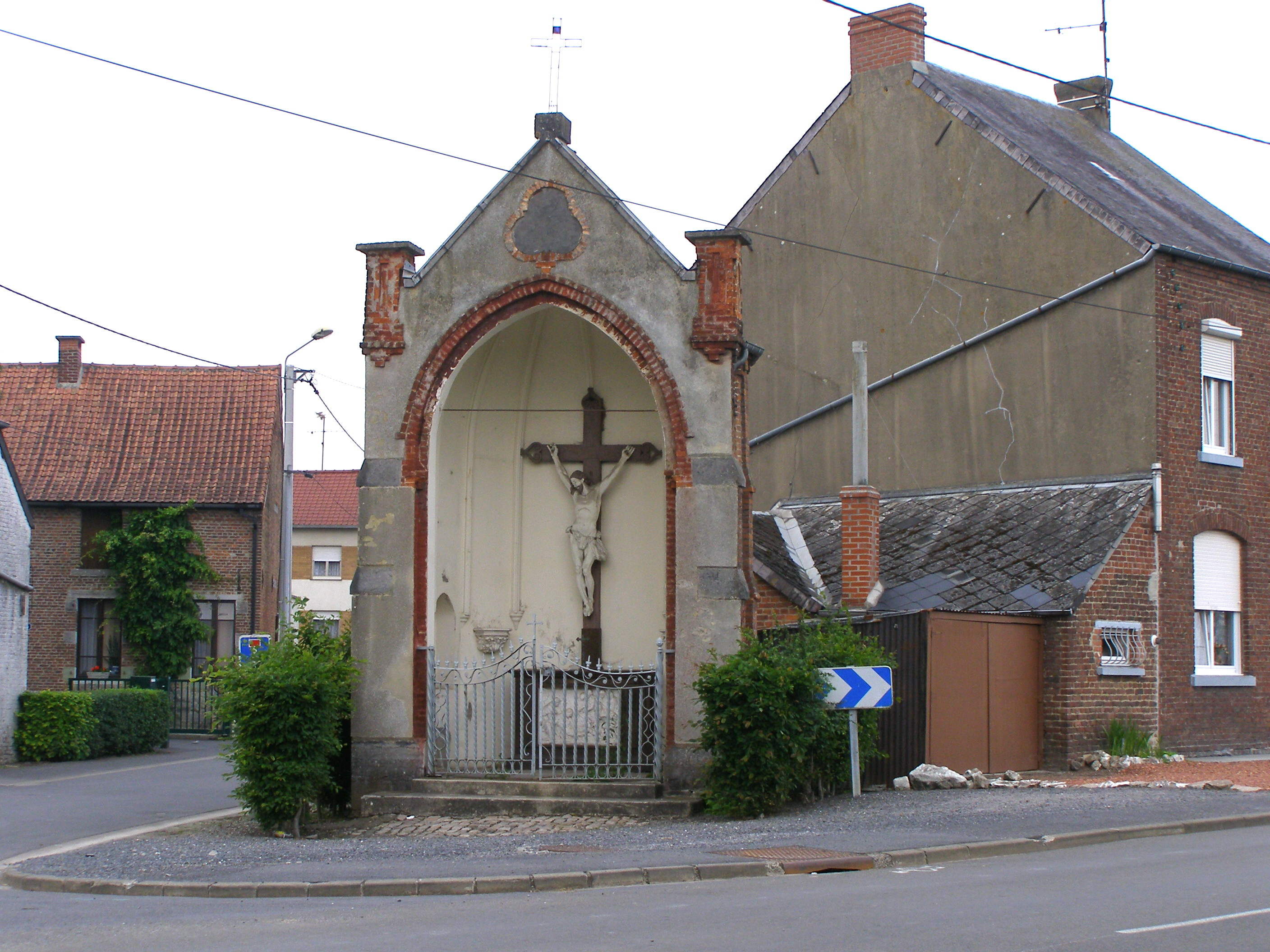
Calvaire